# Vacation (canción de G.R.L.)
«Vacation» es el primer sencillo del grupo femenino británico-estadounidense G.R.L. para su álbum de estudio debut y para la banda sonora de la película animada Los Pitufos. La canción fue escrita Bonnie McKee, Lukasz Gottwald, Max Martin y Henry Walter con la producción a cargo de los últimos tres. Vacations es una canción de separación optimista.

## Historia y composición
Tras la disolución de The Pussycat Dolls en 2010, Robin Antin sugirió que el grupo sería "renovado" con nuevos integrantes. Después de diferentes encarnaciones del grupo Antin junto a Larry Rudolph, mánager de Britney Spears, formaron el grupo bajo un nuevo nombre, G.R.L. con nuevos miembros: Lauren Bennett, Paula Van Oppen, Natasha Slayton, Simone Battle y Emmalyn Estrada. Bennett fue la primera del elenco como integrante del grupo con miembros siendo añadidos en el transcurso del siguiente año y medio. El grupo fue oficialmente presentado en el Chateau Marmont en abril. El 16 de junio, "Vacation" fue puesto en libertad de forma gratuita como un segundo tema Lado B del sencillo de Britney Spears Ooh La La de la banda sonora de Los Pitufos 2. La canción estuvo disponible para descarga digital el 18 de junio de 2013 y fue enviado a radio el 3 de septiembre de 2013.

## Recepción
Jason Lipshutz de Billboard describió la canción como "burbujeante". Al revisar la banda sonora de Los Pitufos 2, Sherman Yan de XIN MSN Entertainment revisó positivamente la canción describiéndola como "divertida y coqueta". También elogió la canción por tener múltiples vocalistas y escribió "No podemos esperar para escuchar más de lo que las chicas tienen para ofrecer en su álbum debut". Jacques Peterson de Podust le dio una crítica agridulce que calificó de "insípido y olvidable" para Ooh La La de Britney Spears. En Estados Unidos a partir de julio, la canción vendió 2000 copias, según Nielsen SoundScan. Tras el lanzamiento de "Ooh La La", "Vacation" debutó en el número 97 en el Gaon Chart.

## Vídeo musical
El vídeo musical de "Vacation" fue dirigido por Hannah Lux Davis. Mel B aparece en el vídeo.

## Créditos y personal
Personal
- Composición - Lukasz Gottwald, Max Martin, Bonnie McKee, Henry Walter
- Producción, instrumentos y programación – Dr. Luke, Max Martin, Cirkut
- Ingenieros – Clint Gibbs, Sam Holland, Cory Bice (asistente), Rachael Findlen (asistente)
- Mezcla – Serban Ghenea

## Posicionamiento
| Listas (2013)       | Posición |
| ------------------- | -------- |
| Corea del Sur (GIC) | 97       |

## Historial de lanzamiento
| País           | Fecha                   | Formato             | Sello              |
| -------------- | ----------------------- | ------------------- | ------------------ |
| Estados Unidos | 18 de junio de 2013     | Descarga digital    | Kemosabe Kids, RCA |
| Estados Unidos | 3 de septiembre de 2013 | Radio contemporánea | Kemosabe Kids, RCA |